# 楊華勇 (商人)
楊華勇（英語：Johnny Yu），福建石狮人，中共政治人物、香港商人、香江國際有限公司執行董事、香江國際集團主席楊孫西之子。

## 公職
楊先生是香港菁英會榮譽主席、全國工商聯執行委員丶香港國酒茅台之友協會副會長、中國和平統一促進會香港總會副會長、福建省海外聯誼會理事會常務理事、香港福建社團聯會常務會董、香港湖北聯誼會青年委員會主席及香港青年協進會副會長。香港中華廠商聯合會常務會董、太平紳士、百仁基金副會長、湖北省政協第十一屆委員、香港秀茂坪區少年警訊名譽會長消防安全大使管理委員會名譽會長會「 觀塘區」副主席

## 名下馬匹
楊孫西、楊華勇父子皆為香港賽馬會會員，曾擁有多匹馬，包括榮耀之星、榮華之星、盛世之星、財富之星、運財之星，此外，他的叔父楊聖敦亦是火辣神駒、領先一步、如梭似箭、信心滿滿、超音駿馬、遙遙領先的合夥馬主。

## 家庭
父楊孫西，母黃美玲
岳父莊哲猛，岳母駱英英
妻子莊菲娜
1. ↑  .   [2017-06-06]. （原始内容存档于2019-12-07）.
2. ↑  .   [2017-06-06]. （原始内容存档于2018-01-30）.
3. ↑  .   [2017-06-06]. （原始内容存档于2019-09-18）.
4. ↑  .   [2024-11-12]. （原始内容存档于2024-11-13）.
5. ↑  中總第50屆會董履新 The 50th Committee Members Assume Office[]
6. ↑  .   [2017-06-06]. （原始内容存档于2018-03-16）.
7. ↑  .   [2017-06-06]. （原始内容存档于2020-11-25）.
8. ↑  .   [2017-06-20]. （原始内容存档于2018-06-25）.